# Dimitri Lauwers
Dimitri Doum Lauwers (Luik, 30 april 1979) is een Belgisch-Italiaans voormalig basketballer.

## Carrière
Lauwers startte zijn carrière in 1997 bij BC Oostende en speelde er tot in 2000. In 1998 won hij de beker van België en werd Belofte van het jaar met Oostende en in 1999 werd hij voor het eerst opgeroepen voor de nationale ploeg. In 2000 maakte hij de overstap naar de Franse eersteklasser Le Mans Sarthe Basket. Na een seizoen maakte hij de overstap naar reeksgenoot Cholet Basket waar hij ook een seizoen speelde. In 2002 vertrok hij naar JDA Dijon Basket dat ook uitkwam in de Franse eerste klasse en speelde er twee seizoenen. In 2004 won hij met de club de Semaine des As.
In 2004 tekende hij bij de Italiaanse eersteklasser Teramo Basket waar hij een seizoen speelde. In 2005 tekende hij bij de Italiaanse tweedeklasser Scafati Basket maar promoveerde na een seizoen al naar de Italiaanse eerste klasse met die club en speelde daarna ook samen met Guy Muya. Hij speelde daarna nog anderhalf seizoenen met de club in de hoogste klasse. Hij maakte in 2008 de overstap naar de Italiaanse topclub Virtus Bologna maar werd daarna al terug uitgeleend aan tweedeklasser Pallacanestro Varese. In 2009 trok hij naar de eersteklasser Air Avellino waar hij twee seizoenen en een half speelde.
Hij sloot het seizoen 2011/12 af in België bij BC Oostende waar hij in april toekwam en mee de landstitel won. Pas in maart 2013 tekende hij bij Scaligera Basket Verona waar hij de rest van het seizoen doorbracht in de Italiaanse tweede klasse. Het seizoen erop tekende hij bij de Italiaanse eersteklasser Sutor Montegranaro en speelde er een seizoen. Nadien speelde hij nog twee seizoenen in de Italiaanse tweede klasse bij USB Recanati. Als laatste speelde hij nog voor Bergamo Basket 2014 in de Italiaanse derde klasse.
In 2011 nam hij met de Belgische nationale ploeg deel aan het Europees kampioenschap. Hij had eerder ook de Italiaanse nationaliteit verkregen en was via zijn moeder half Italiaans.

## Erelijst
- Belgische bekerwinnaar: 1998
- Belgisch belofte van het jaar: 1998
- Belgisch landskampioen: 2012
- Semaine des As: 2004
- Campionato di Legadue: 2006, 2009
- Coppa Italia di Legadue: 2006